# دلفين شائع
الدلفين الشائع (الاسم العلمي: Delphinus) هو الاسم الذي يطلق على نوعين (وربما ثلاثة) من الدولفين لتشكل جنس الدولفين Delphinus.